# Alberto Ruy-Sánchez
Pour les articles homonymes, voir Ruy.
Alberto Ruy-Sánchez, né le 7 décembre 1951 à Mexico, est un écrivain et éditeur mexicain, est de parents originaires du nord du Mexique, de l'État de Sonora.

## Biographie
Alberto Ruy-Sánchez est né en 1951 à Mexico, de parents originaires du nord du Mexique, de l'État de Sonora.
Marié à l'historienne Margarita de Orellana, ils ont eu deux enfants, Andrea (née en 1984) et Santiago (né en 1987). Durant huit années Alberto vécut à Paris, poursuivant ses études supérieures, et fut l'élève de professeurs tels que Roland Barthes, Gilles Deleuze et Jacques Rancière. Il obtint un doctorat et devint éditeur et écrivain. Depuis 1988 il dirige la revue Artes de México, qui a reçu au cours de ses quinze premières années plus de cent prix nationaux et internationaux d'arts de l'édition.
En 1987, son premier roman, Les Visages de l'air (Los Nombres del aire), reçut le prix littéraire le plus important du Mexique, le Xavier-Villaurrutia, et devint un livre culte qui n'a pas cessé, depuis, d'être réédité chaque année. Avec cet ouvrage, il entreprend une exploration poétique et narrative du désir, se situant à Mogador au Maroc, et que poursuivent les romans Les Lèvres de l'eau (En los labios del agua), qui reçut le prix des Trois Continents ; La Peau de la terre (Los Jardines secretos de Mogador), prix Cálamo (à Saragosse) et, en 2006, un récit hétérodoxe sur l'émerveillement comme poétique : Neuf fois neuf choses que l'on dit de Mogador (Nueve veces el asombro).
Octavio Paz a écrit sur lui et ses livres : « Alberto Ruy-Sánchez, le plus atypique des écrivains mexicains, un vrai cosmopolite qui nous raconte des histoires depuis un territoire beaucoup plus ample qu'un pays : celui de la Peau. Il est le poète de la Peau et sa langue c'est le Toucher, le sens qui comprend tous les autres ».
De la quinzaine de titres qui composent son œuvre de narrateur, poète et essayiste, on peut distinguer Les Démons de la langue (Los Demonios de la lengua) (1987, nouvelle édition augmentée : 1998), Con la Literatura en el cuerpo: historias de literatura y melancolía (1995) La Inaccesible (1990), Diálogos con mis fantasmas (1997), Una Introducción a Octavio Paz (1990), prix José Fuentes Mares.
Il a été accueilli comme conférencier et professeur invité dans plusieurs universités d'Europe, d'Afrique du Nord et du continent américain. Son œuvre, traduite dans plusieurs langues, a reçu diverses distinctions et prix importants ; le gouvernement français l'a notamment décoré du grade d'officier de l'Ordre des Arts et des Lettres.
Sur lui et ses livres, Philippe Ollé Laprune a écrit : « Alberto Ruy-Sánchez est l'auteur d'une œuvre sans égale. (…) Pratiquant une « prose d'intensités » selon ses propres termes, il donne vie à des personnages qui explorent les territoires du désir, du rêve et de l'ailleurs. Ses courts romans, très travaillés, reçoivent un accueil enthousiaste non seulement au Mexique mais aussi dans de nombreux pays. Directeur de l'extraordinaire revue Artes de Mexico qui révèle les richesses artistiques et culturelles d'un pays particulièrement gâté en ce domaine, Alberto Ruy-Sánchez est aussi essayiste et poète ».

## Œuvre

### Romans
- 1987 : Los Nombres del aire Les Visages de l'air, traduit par Gabriel Iaculli, Monaco, Éditions du Rocher, coll. « Littérature », 1997 ; réédition, Monaco, Éditions du Rocher, coll. « Motifs » no 338, 2010  (ISBN 978-2-268-02794-4)
- 1996 : En los Labios del agua Les Lèvres de l'eau, traduit par Gabriel Iaculli, Monaco, Éditions du Rocher, 1999 ; réédition, Monaco, Éditions du Rocher, coll. « Motifs » no 339, 2010  (ISBN 978-2-268-03082-1)
- 1998 : De Agua y Aire. Disco
- 2001 : Los Jardines secretos de Mogador La Peau de la terre ou Les Jardins secrets de Mogador, traduit par Gabriel Iaculli, Monaco, Éditions du Rocher, coll. « Littérature », 2002 ; réédition, Monaco, Éditions du Rocher, coll. « Motifs » no 340, 2010  (ISBN 978-2-268-04174-2)
- 2005 : Nueve veces el asombro Neuf fois neuf choses que l'on dit de Mogador, traduit par Gabriel Iaculli, Montréal, Éditions les Allusifs, coll. « les Allusifs » no 39, 2006  (ISBN 978-2-922868-40-1)
- 2007 : La mano del fuego À mon corps désirant ou La main du feu, traduit par Gabriel Iaculli, Paris, Galaade éd., 2012  (ISBN 978-2-351-76150-2)
- 2015 : Quinteto de Mogador
- 2017 : Los sueños de la serpiente  (ISBN 978-607-315-727-8) Les Rêves du serpent, traduit par Marianne Millon, Saint-Sulpice, Éditions Les Fondeurs de briques, coll. « Calaveras », 2020  (ISBN 978-2-916749-56-3)

### Récits
- 1987 : Los Demonios de la lengua Les Démons de la langue, traduit par Anthony Bellanger et Cédric Demangeot, Saint-Clément-de-Rivière, Fata Morgana, coll. « Archipels », 1999  (ISBN 978-2-85194-480-1)
- 1994 : Cuentos de Mogador
- 1999. De Cómo llegó a Mogador la melancolía Comment la mélancolie est arrivée à Mogador, traduit par Gabriel Iaculli, édition bilingue, Monaco, Éditions du Rocher, coll. « Nouvelle », 1999  (ISBN 978-2-268-03385-3)
- 2001 :  La Huella del grito

### Essais
- 1981 : Mitología de un cine en crisis
- 1988 : Al Filo de las hojas
- 1990 : Una Introducción a Octavio Paz - nouvelle édition 2013
- 1991 : Tristeza de la verdad: André Gide regresa de Rusia - nouvelle édition 2017
- 1992 : Ars de cuerpo entero
- 1995 : Con la Literatura en el cuerpo.
- 1997 : Diálogos con mis fantasmas
- 1999 : Aventuras de la mirada
- 2000 : Cuatro escritores rituales
- 2011 : La página posible
- 2011 : Elogio del insomnio
- 2014 : Octavio Paz: cuenta y canta la higuera

### Poésie
- 1990 : La Inaccesible
- 2006 : Lugares Prometidos
- 2006 : El bosque erotizado
- 2011 : Decir es desear
- 2016 : Luz del colibrí
- 2017 : Escrito con agua. Poemas de horizontes lejanos.
- 2018 : Soy el camino que tomo. Poemas marginales 1970-2018.
- 2019 : Dicen las jacarandas

## Prix
- 1987 : prix Xavier-Villaurrutia pour son roman Les Visages de l'air.
- 1988 : boursier Guggenheim, John Simon Guggenheim Memorial Foundation, New York.
- 1991 : prix de littérature José-Fuentes-Mares, pour Una introducción a Octavio Paz, université d'État du Nouveau-Mexique, États-Unis.
- 1993 : membre du Système national des créateurs, Mexique.
- 1998 : citoyen d'honneur de Louisville, Kentucky, pour son œuvre.
- 1999 : membre honoraire du chapitre Mu Epsilon de la National Hispanic Society Sigma, Delta, Pi, aux États-Unis.
- 1999 : colonel du Kentucky, par le gouverneur du Kentucky, pour son œuvre.
- 2000 : prix des Trois continents, pour Les Lèvres de l'eau.
- 2001 : officier de l'ordre des Arts et des Lettres par le gouvernement français.
- 2002 : capitaine honoraire de l'Historical Steam Boat « La belle de Louisville ».
- 2003 : prix Cálamo, de la Librairie Cálamo et de l'université de Saragosse, pour Los Jardines Secretos de Mogador, Espagne.
- 2005 : grand ordre de l'honneur national du mérite d'auteur, par l'Institut national du droit d'auteur, Mexique.
- 2006 : prix à l'excellence des nôtres, par la fondation du Mexique uni, Mexique, pour son œuvre d'éditeur d'Artes de México.
- 2006 : prix Juan-Pablos du mérite éditorial, par la Chambre nationale de l'industrie éditoriale du Mexique (CANAIEM), Mexique, pour son œuvre et sa vie d'éditeur.
- 2009 : Van Deren Coke Achievement Award, décerné par la Asociación Friends of the Mexican Folk Art, Santa Fe, Nouveau-Mexique (États-Unis).
- 2012 : prix San Petersburgo Lit. par les lecteurs de la ville de Saint-Pétersbourg, à La Peau de la terre ou Les Jardins secrets de Mogador (Los Jardines Secretos de Mogador), Russie.
- 2014 : prix Las Pérgolas. Récompense décernée par la Asociación Mexicana de Libreros pour sa « contribution notable aux lettres hispaniques » pendant la FIL : Foire internationale du livre de Guadalajara (Feria Internacional del libro de Guadalajara)
- 2015 : prix Elena Poniatowska. Récompense décernée par le National Museum of Mexican Arts (Chicago). Prix décerné le 22 mai et partagée avec Margarita De Orellana.
- 2015 : prix Poestate 2015. Récompense décernée le 6 juin par le Festival de la Poésie de la ville de Lugano (Suisse). Le prix est partagé avec Elsa Cross.
- 2017 : prix Homenaje al Bibliófilo 2017. Récompense décernée par la FIL : Foire internationale du livre de Guadalajara (Feria Internacional del libro de Guadalajara)
- 2017 : prix nationale des Sciences et des Arts 2017 (Premio Nacional de Ciencias y Artes 2017). Distinction suprême accordée par l'État mexicain depuis 1945 dans le champ de la linguistique et de la littérature.
- 2018 : prix Mazatlán décerné au roman Les Rêves du serpent (Los sueños de la serpiente)
- 2018 : Doctora Honoris Causa. Récompense du Centro Universitario de Integración Humanística, CIUH, État de Mexico.
- 2019 : prix Caracol de Plata. Récompense décernée par le Festival de Poésie Letras en la Mar de Puerto Vallarta, Jalisco (Mexique).